# 劉德欽
劉德欽（？年—？年），廣東肇慶府新興縣人，由乾隆二十七年壬午科舉人，乾隆四十四年署順慶府通判。是一位政治人物，明清時曾在四川順慶府岳池縣（位於今四川東北部，武周萬歲通天二年分南充、相如二縣置，是一個千年古縣）擔任官吏。歷任四川江油縣知縣